# 白姑大山
白姑大山，又名白狗大山，位於臺灣臺中市和平區梨山里與南投縣仁愛鄉發祥村的交界，為台灣知名山峰，也是台灣百岳之一，排名第45，海拔3,341公尺，頂峰有一顆一等三角點，周邊有白姑大山東峰、白姑南山、白姑大山西南峰、白姑大山西峰，北臨大甲溪與大劍山、大雪山對峙，南隔北港溪、濁水溪與干卓萬山相望。

## 山誌
白姑大山屬於雪山山脈支脈，為白姑山群最高峰。山群南部為北港溪源，溪谷是泰雅族賽考列克群馬卡納奇亞群下之福骨群（Xalut，意指住在深山中的人）的世居地。該社以自稱（《臺灣府志》記載為福骨社），日治時期以日語轉寫為「 Hakku」，漢字表記為「白姑」、「八姑」或「白狗」。又因山體龐大，故以「大山」稱之 （页面存档备份，存于）。

## 外部連結
- 台灣高山全覽圖 （页面存档备份，存于）